# Theba arinagae
Theba arinagae es una especie de molusco gasterópodo de la familia Helicidae en el orden de los Stylommatophora.

## Distribución geográfica
Es  endémica de la isla de Gran Canaria (Islas Canarias, España).